# Henri Honoré Plé
Henri Honoré Plé, né à Paris (5e arrondissement ancien) le 2 mars 1853 où il est mort le 31 janvier 1922 (11e arrondissement), est un sculpteur français.

## Biographie
Fils d'un peintre sur porcelaine, élève de Mathurin Moreau, Henri Honoré Plé expose au Salon à partir de 1877. Il obtient une mention honorable en 1879.
Le 9 avril 1883, il épouse en la mairie du 20e arrondissement Augustine Mathilde Viard, une institutrice.
Membre de la Société des artistes français, il s'inscrit dans le mouvement de l'Art nouveau et reçoit une médaille de bronze à l'Exposition universelle de 1900.
Veuf depuis le 24 décembre 1904, il meurt en son domicile, 11 avenue Parmentier, le 31 janvier 1922. Il est inhumé le surlendemain au cimetière du Père-Lachaise, dans la 92e division, auprès de son épouse et de la seconde femme de son père.
Pour la mairie du 12e arrondissement de Paris, il réalise la sculpture L'Ébéniste.

Illustrations
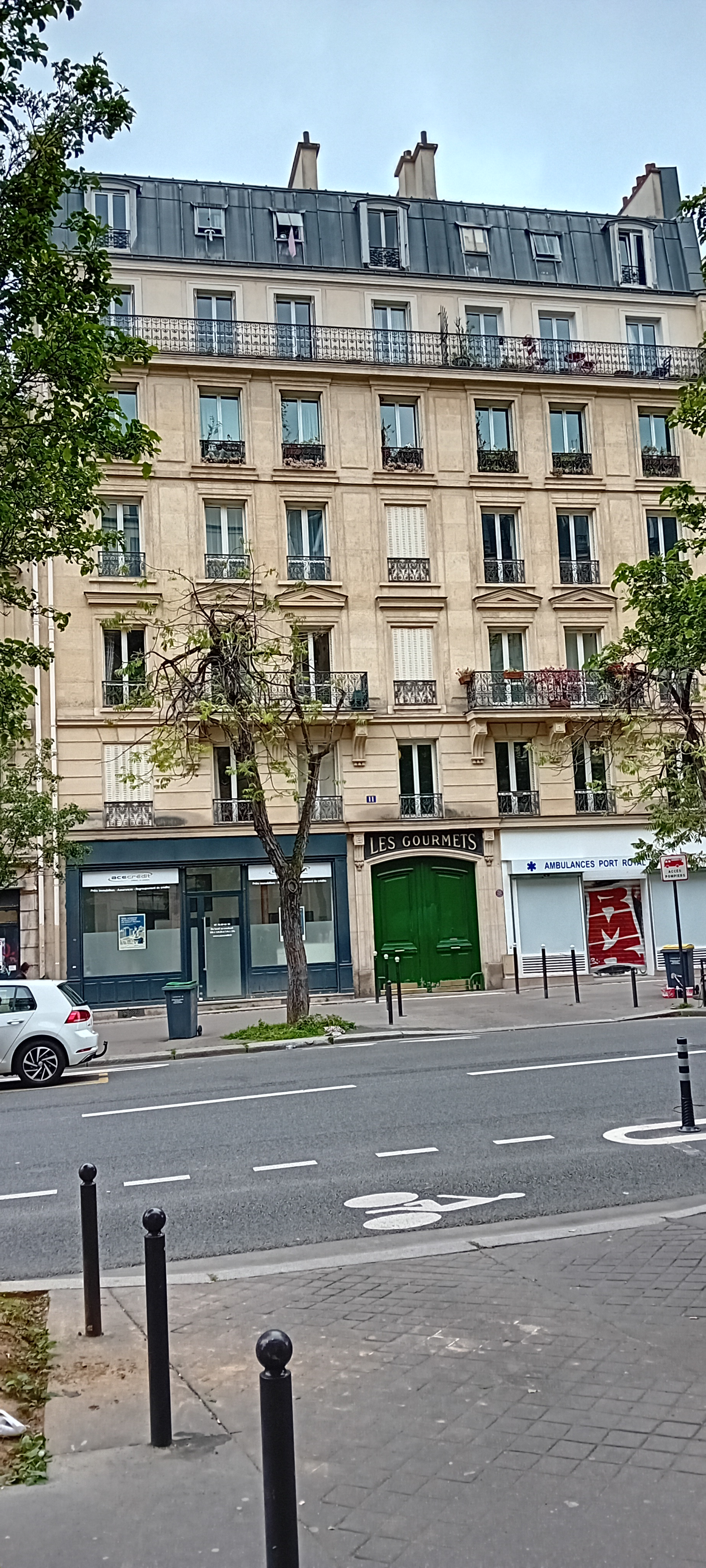
11 avenue Parmentier, Paris 11e.
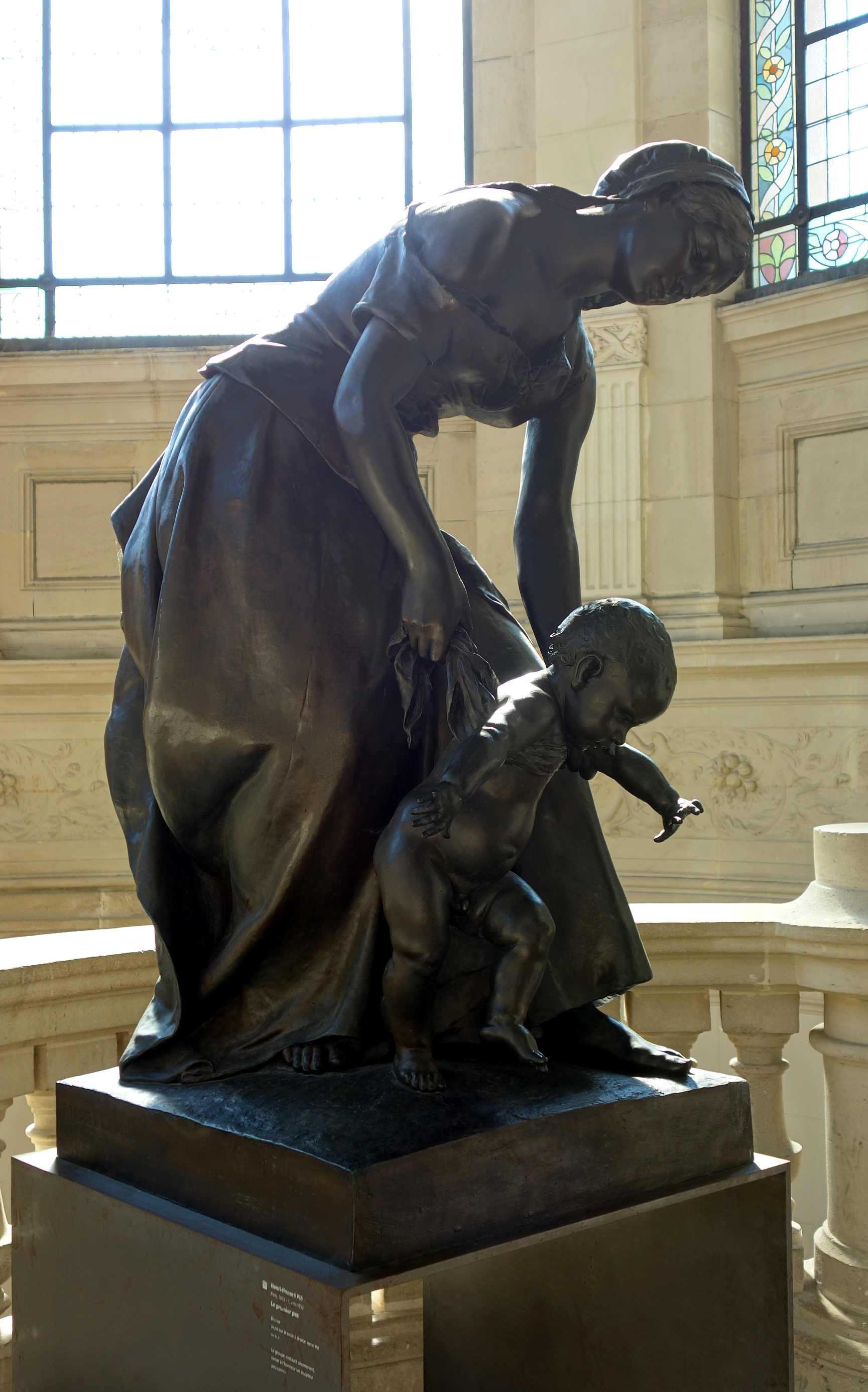
Le Premier pas, (1912), palais des Beaux-Arts de Lille.
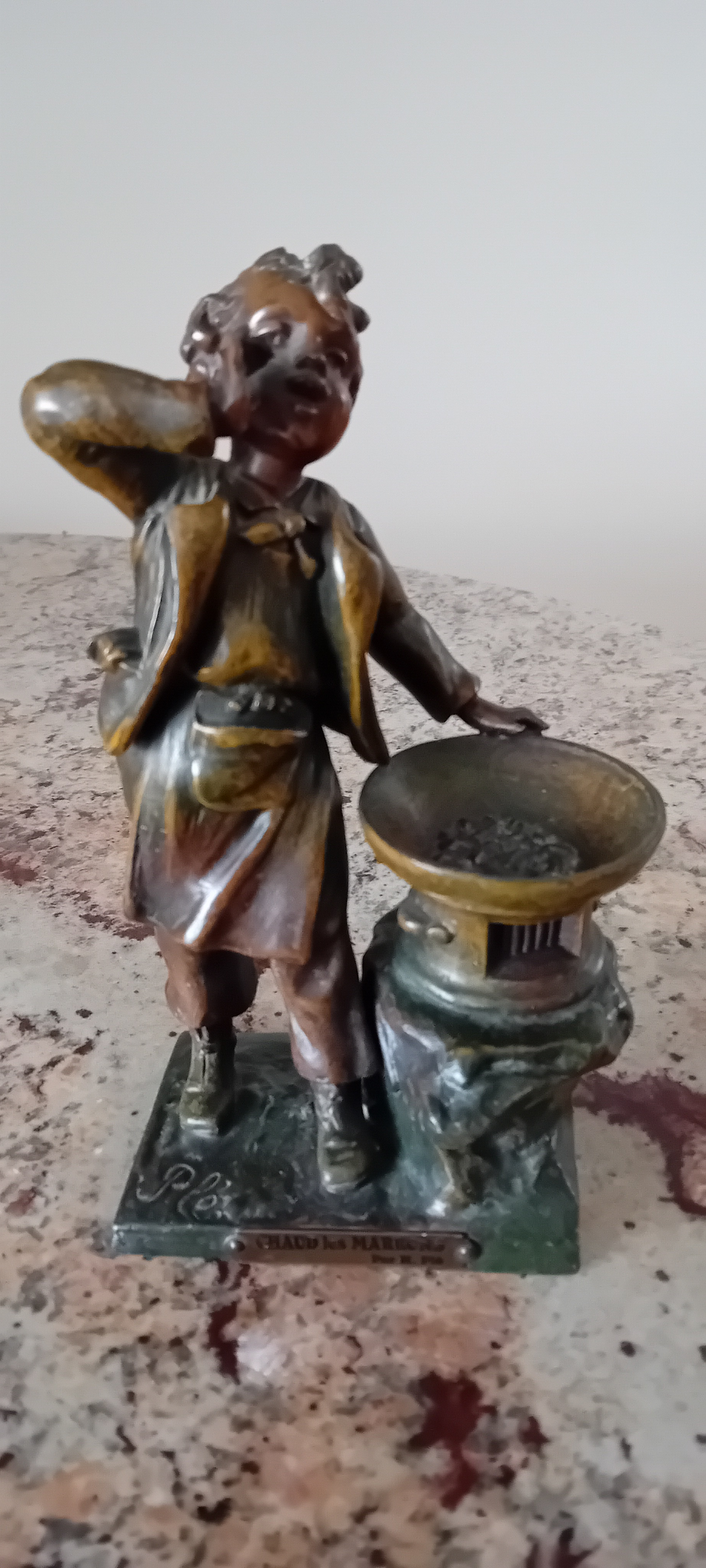
Chaud (sic) les marrons, coll. privée.